# Hicham Amrani
Hicham Amrani (arab. هشام العمراني, ur. 25 listopada 1985 w Casablance) – marokański piłkarz, grający jako środkowy obrońca. Reprezentant Maroka na poziomie młodzieżowym.

## Klub

### Początki
Zaczynał karierę w Rachad Bernoussi. Grał tam w drużynach juniorskich do 2003 roku. W 2006 roku został wypożyczony do Kawkabu Marrakesz. Po powrocie z wypożyczenia został zawodnikiem Raja Casablanca. Z tym klubem zdobył pierwszy tytuł mistrza kraju. 1 stycznia 2009 roku przeszedł do Moghrebu Tétouan.

### Wydad Casablanca
6 lipca 2011 roku przeszedł do Wydadu Casablanca. W tym zespole debiut zaliczył 11 października 2011 roku w meczu przeciwko Wydad Fès (wygrana 0:1). Na boisko wszedł w 13. minucie, z boiska schodził wtedy Abderahim Benkajjane. Pierwszą asystę zaliczył 11 grudnia 2011 roku w meczu przeciwko FAR Rabat (2:2). Asystował przy bramce Mourada Lemsena w 60. minucie. Pierwszego gola strzelił 9 grudnia 2012 roku w meczu przeciwko Wydad Fès (1:0). Do siatki trafił w 91. minucie. Łącznie wystąpił w 64 meczach, strzelił 6 goli i miał jedną asystę W sezonie 2014/2015 został mistrzem Maroka.

### FAR Rabat
3 lipca 2015 roku został zawodnikiem FAR Rabat. W tym klubie zadebiutował 6 września 2015 roku w meczu przeciwko Wydad Casablanca (porażka 4:2). Zagrał cały mecz. Łącznie zagrał 9 spotkań.

## Reprezentacja
Zagrał trzy mecze na Mistrzostwach Świata U-20 2005, gdzie doszedł do półfinału.